# Laski (Białogard)
Laski (deutsch Latzig) ist ein Dorf in der polnischen Woiwodschaft Westpommern. Es gehört zur Landgemeinde Białogard (Belgard) im Powiat Białogardzki.

## Geographische Lage
Laski liegt etwa acht Kilometer südlich von Białogard und ist auf Nebenstraßen über Stanomino bzw. Łęczno zu erreichen. Der Topiel (Nonnenbach) durchschneidet das Dorf in ost-westlicher Richtung, und im Süden erhebt sich in der hügeligen Landschaft der 95 Meter hohe Lipny Góra (Liepenberg) heraus.

## Geschichte
Im Jahr 1523 war Latzig ein Lehen einer der Familien Knuth und hieß damals Latzke. 1628 war das Gut im Besitz derer von Podewils, denen zahlreich wechselnde Eigentümer folgten. 1847 übernahm Berthold Schmieden das Rittergut, dessen Nachfahren es bis 1945 weiterführten.
Im Jahr 1867 hatte Latzig 215 Einwohner und 21 Häuser mit 22 Wohnungen. Größtenteils war die Bevölkerung in der Landwirtschaft tätig. Von Bedeutung für den Ort war die Käsefabrik eines Schweizer Bürgers, die die Milch der umliegenden Dörfer verarbeitete.
1939 lebten in der 929 Hektar umfassenden Gemeinde 219 Einwohner in 53 Haushaltungen. Die Gemeinde gehörte zum Landkreis Belgard (Persante) und lag im Amts- und Standesamtsbezirk Standemin. Amtsgerichtsbezirk war Belgard. Letzte deutsche Bürgermeister bis Kriegsende war Karl Nagel.
Am 3. März 1945 wurde Latzig von der Roten Armee besetzt. Beim Einmarsch der Truppen fanden viele Menschen den Tod, darunter auch die Gutsbesitzerin Katharina Russel geborene Schmieden, die im Gutspark ihre letzte Ruhestätte fand. Infolge des Krieges kam Latzig zu Polen, und die ansässige Bevölkerung wurde bis 1947 vertrieben. Heute ist Laski ein Ortsteil der Landgemeinde Białogard.

## Kirche
Das Dorf Latzig gehörte bis 1945 zur Kirchengemeinde Standemin, die mit der Kirchengemeinde Klein Reichow das Kirchspiel Standemin bildete. Das Pfarrhaus stand in Belgard. Das Kirchspiel lag im Kirchenkreis Belgard der Kirchenprovinz Pommern in der evangelischen Kirche der Altpreußischen Union. Das Kirchenpatronat für Latzig oblag der Gutsherrin Russel.
Heute liegt Laski im Kirchspiel Koszalin (Köslin) der Diözese Pommern-Großpolen der Evangelisch-Augsburgischen Kirche in Polen. Kirchort ist Białogard.

## Sehenswürdigkeiten
In der Gemeinde Białogard werden das Latziger Gutshaus und der Gutspark aus dem 19. Jahrhundert als besonders sehenswert empfohlen.